# WFLV-Futsal-Liga 2011/12
Die WFLV-Futsal-Liga 2011/12 war die siebte Saison der WFLV-Futsal-Liga, der höchsten Futsalspielklasse der Männer in Nordrhein-Westfalen. Meister wurden der UFC Münster, der sich ebenso wie der Vizemeister Futsal Panthers Köln für den DFB-Futsal-Cup 2012 qualifizierte. Die Abstiegsplätze belegten der FC Montenegro Wuppertal sowie die zweite Mannschaft der Futsal Panthers Köln. Deportivo Unna musste in die Relegation und stieg ebenfalls ab. Aus den zweiten Ligen stiegen die Futsal Sportfreunde Uni Siegen, der PSV Wesel-Lackhausen und die Futsal Selecao Wuppertal auf. 

## Tabelle
| Pl.               | Verein                      | Sp. | S  | U | N  | Tore    | Diff. | Punkte |
| ----------------- | --------------------------- | --- | -- | - | -- | ------- | ----- | ------ |
| 1.                | UFC Münster (N)             | 14  | 13 | 0 | 1  | 084:230 | +61   | 39     |
| 2.                | Futsal Panthers Köln (M)    | 14  | 9  | 3 | 2  | 079:300 | +49   | 30     |
| 3.                | Holzpfosten Schwerte        | 14  | 8  | 1 | 5  | 070:510 | +19   | 25     |
| 4.                | SC Bayer 05 Uerdingen       | 14  | 7  | 1 | 6  | 054:540 | ±0    | 22     |
| 5.                | Futsal Lions Düsseldorf     | 14  | 6  | 1 | 7  | 051:540 | −3    | 19     |
| 6.                | Deportivo Unna (N)          | 14  | 5  | 0 | 9  | 072:910 | −19   | 15     |
| 7.                | FC Montenegro Wuppertal (N) | 14  | 4  | 1 | 9  | 053:740 | −21   | 13     |
| 8.                | Futsal Panthers Köln II     | 14  | 0  | 1 | 13 | 020:106 | −86   | 01     |
| Stand: Saisonende |                             |     |    |   |    |         |       |        |

| Zum Saisonende 2011/12: |                                                                                                  |
|                         |                                                                                                  |
|                         | Meister und Teilnahme am DFB-Futsal-Cup 2010: UFC Münster                                        |
|                         | Teilnahme am DFB-Futsal-Cup: Futsal Panthers Köln                                                |
|                         | Teilnahme an der Relegation: Deportivo Unna                                                      |
|                         | Abstieg in die Ober- bzw. Verbandsliga: Futsal Panthers Köln II, FC Montenegro Wuppertal         |
|                         |                                                                                                  |
| Zum Saisonende 2010/11: |                                                                                                  |
| (M)                     | Titelverteidiger: Futsal Panthers Köln                                                           |
| (N)                     | Aufsteiger aus der Ober- bzw. Verbandsliga: UFC Münster, Deportivo Unna, FC Montenegro Wuppertal |